# 土井茂
土井 茂（どい しげる、1928年2月5日 - 2013年5月29日 ）は、日本の映画監督、テレビドラマ演出家である。広島県府中市府中町出身。

## 人物・来歴
第六高等学校を経て1951年、京都大学経済学部卒業。京都大学に入学後、映画部に所属する。同部員の同僚に映画監督となった松尾昭典と太田昭和がいた。
映画好きが高じ、大映京都撮影所の助監督募集に合格し入社。助監督として溝口健二監督の『新・平家物語』や木村恵吾監督の『初春狸御殿』などの作品に参加。さらに監督として2本の映画に参加するが、映画の衰退でテレビ映画の演出家に転じる。以降、『東京警備指令 ザ・ガードマン』、『赤い疑惑』、『赤い衝撃』、『夜明けの刑事』、『噂の刑事トミーとマツ』、『少女に何が起ったか』など、大映テレビの名作のほとんどを手がけた。

## 主な監督作品

### 映画
- おてもやん（1961年）
- 殿方御用心（1966年）

### テレビドラマ
- 捜査検事 (TBS)
- 東京警備指令 ザ・ガードマン (TBS)
- シークレット部隊 (TBS)
- 燃える兄弟 (TBS)
- 事件狩り (TBS)
- 夜明けの刑事 (TBS)
- 赤い疑惑 (TBS)
- 赤い衝撃 (TBS)
- 明日の刑事 (TBS)
- 薔薇海峡 (TBS)
- 噂の刑事トミーとマツ (TBS)
- 赤い嵐 (TBS)
- 少女に何が起ったか (TBS)
- 遊びじゃないのよ、この恋は (TBS)
- スタア誕生（フジテレビ）
- おんな風林火山 (TBS)
- キイハンター (TBS)
- トリプル捜査線（フジテレビ）
- 土曜ワイド劇場（テレビ朝日）
  - 波の告発
  - 聖女の国連続殺人
  - 黒の環状線
  - 闇からの狙撃者
  - 未婚の母
- 木曜ファミリーワイド（フジテレビ）
  - 松本清張の蒼い描点
- 時代劇スペシャル（フジテレビ）
  - 怪猫佐賀騒動
  - 人形佐七捕物帖 死をよぶ猫は金の爪
  - 烙印の女たち おんな牢切放し秘録
- 女捜査官シリーズ（テレビ朝日）
- 世にも奇妙な物語（フジテレビ）
  - 屋上風景
  - 坂道の女
  - だれかに似た人
- 木曜ドラマストリート（フジテレビ）
  - 復讐はワイングラスに浮かぶ
  - 陽のあたる坂道
- 金曜ドラマシアター（フジテレビ）
  - 赤い霊柩車
- 男と女のミステリー（フジテレビ）
  - 見知らぬ夫